# Le Tâtre
Le Tâtre település Franciaországban, Charente megyében. Lakosainak száma 427 fő (2022. január 1.). Le Tâtre Condéon, Reignac, Touvérac és Montmérac községekkel határos.

## Népesség
A település népességének változása:
| Lakosok száma | 301  | 290  | 329  | 319  | 391  | 391  | 394  | 410  | 417  | 427  |
|               | 1968 | 1982 | 1990 | 2006 | 2013 | 2015 | 2017 | 2019 | 2020 | 2022 |